# Stazione di San Giovanni d’Asso
Stazione di San Giovanni d'Asso vasútállomás Olaszországban, San Giovanni d’Asso településen.

## Vasútvonalak
Az állomást az alábbi vasútvonalak érintik:
- Asciano–Monte Antico-vasútvonal

## Kapcsolódó állomások
A vasútállomáshoz az alábbi állomások vannak a legközelebb:
- Stazione di Torrenieri-Montalcino
- Stazione di Trequanda